# Élections cantonales de 2011 dans le Cher
Les élections cantonales ont eu lieu les 20 et 27 mars 2011.

## Contexte départemental

### Assemblée départementale sortante
Avant les élections, le conseil général du Cher est présidé par Alain Rafesthain (PS). Il comprend 35 conseillers généraux issus des 35 cantons du Cher. 18 d'entre eux sont renouvelables lors de ces élections. 
| Parti                             | Sigle | Élus |
| --------------------------------- | ----- | ---- |
| Majorité (20 sièges)              |       |      |
| Parti socialiste                  | PS    | 9    |
| Parti communiste français         | PCF   | 7    |
| Divers gauche                     | DVG   | 4    |
| Opposition (15 sièges)            |       |      |
| Union pour un mouvement populaire | UMP   | 9    |
| Divers droite                     | DVD   | 6    |
| Président du conseil général      |       |      |
| Alain Rafesthain (PS)             |       |      |

## Résultats à l'échelle du département
| Étiquette      | Étiquette                         | Premier tour | Premier tour | Second tour | Second tour | Sièges |
| Étiquette      | Étiquette                         | Voix         | %            | Voix        | %           | Sièges |
| -------------- | --------------------------------- | ------------ | ------------ | ----------- | ----------- | ------ |
|                | Parti socialiste                  | 12 690       | 24,49        | 14 669      | 30,76       | 8      |
|                | Parti communiste français         | 9 623        | 18,57        | 12 215      | 25,62       | 4      |
|                | EELV                              | 3 344        | 6,45         |             |             |        |
|                | Divers gauche                     | 1 276        | 2,46         | 997         | 2,09        | 1      |
|                | Parti radical de gauche           | 829          | 1,60         | 1 637       | 3,43        | 0      |
|                | PG                                | 587          | 1,13         |             |             |        |
| Gauche         | Gauche                            | 28 349       | 54,70        | 29 518      | 61,91       | 13     |
|                |                                   |              |              |             |             |        |
|                | Divers droite                     | 8 697        | 16,78        | 7 081       | 14,85       | 3      |
|                | Union pour un mouvement populaire | 7 980        | 15,40        | 7 160       | 15,02       | 2      |
|                | Mouvement démocrate               | 1 238        | 2,39         |             |             |        |
|                | NC                                | 893          | 1,72         | 926         | 1,94        | 0      |
| Droite         | Droite                            | 18 808       | 36,29        | 15 167      | 31,81       | 5      |
|                |                                   |              |              |             |             |        |
|                | Front national                    | 4 668        | 9,01         | 2 996       | 6,28        |        |
|                |                                   |              |              |             |             |        |
| Inscrits       | Inscrits                          | 118 001      | 100,00       | 111 682     | 100,00      |        |
| Abstention     | Abstention                        | 64 346       | 54,53        | 60 269      | 53,96       |        |
| Votants        | Votants                           | 53 655       | 45,47        | 51 413      | 46,04       |        |
| Blancs et nuls | Blancs et nuls                    | 1 830        | 3,41         | 3 732       | 7,26        |        |
| Exprimés       | Exprimés                          | 51 825       | 96,59        | 47 681      | 92,74       |        |

### Résultats en nombre de sièges
| Parti | Sièges mis en jeu | Élus | Évolution     |
| ----- | ----------------- | ---- | ------------- |
| PS    | 6                 | 8    | 2             |
| UMP   | 4                 | 2    | 2             |
| PCF   | 3                 | 4    | 1             |
| DVD   | 3                 | 3    | en stagnation |
| DVG   | 2                 | 1    | 1             |

### Assemblée départementale à l'issue des élections
| Parti                             | Sigle | Élus |
| --------------------------------- | ----- | ---- |
| Majorité (22 sièges)              |       |      |
| Parti socialiste                  | PS    | 11   |
| Parti communiste français         | PCF   | 8    |
| Divers gauche                     | DVG   | 3    |
| Opposition (13 sièges)            |       |      |
| Union pour un mouvement populaire | UMP   | 7    |
| Divers droite                     | DVD   | 6    |
| Président du conseil général      |       |      |
| Alain Rafesthain (PS)             |       |      |

## Résultats par canton

### Canton d'Argent-sur-Sauldre
Le canton d'Argent-sur-Sauldre reconduit son conseiller général sortant et reste fidèle à sa tradition de droite, observée depuis 1945 à l'exception de l’élection de 1992. Le maire UMP de Clémont, Thierry de Montbel, obtient un troisième mandat et ce, comme en 2004, dès le premier tour. Par rapport à cette dernière élection, il perd tout de même environ 400 voix. En comparaison, le PS, représenté par le maire de Blancafort, Pascal Margerin, se stabilise en voix et progresse en pourcentage, pour atteindre 30 % des voix. Le FN conserve 300 voix en troisième position.
Géographiquement, parmi les quatre communes du canton, Thierry de Montbel doit surtout son élection à ses excellents résultats à Brinon-sur-Sauldre (69,5 %) et surtout sa commune de Clémont où il obtient plus de 80% des voix. Pascal Margerin, lui, parvient à atteindre la première place dans son village de Blancafort. Le chef-lieu accorde au conseiller sortant la première place mais pas la majorité absolue, avec 47 % des voix. 
| Candidats      | Candidats           | Étiquette      | Premier tour | Premier tour |
| Candidats      | Candidats           | Étiquette      | Voix         | %            |
| -------------- | ------------------- | -------------- | ------------ | ------------ |
|                | Thierry de Montbel* | UMP            | 1 236        | 54,79        |
|                | Pascal Margerin     | PS             | 665          | 29,48        |
|                | Gérard Thorel       | FN             | 307          | 13,61        |
|                | Hubert Chertier     | MRC            | 48           | 2,13         |
|                |                     |                |              |              |
| Inscrits       | Inscrits            | Inscrits       | 4 236        | 100,00       |
| Abstentions    | Abstentions         | Abstentions    | 1 948        | 45,99        |
| Votants        | Votants             | Votants        | 2 288        | 54,01        |
| Blancs et nuls | Blancs et nuls      | Blancs et nuls | 32           | 1,40         |
| Exprimés       | Exprimés            | Exprimés       | 2 256        | 98,60        |

*sortant

### Canton de Baugy
| Candidats      | Candidats        | Étiquette      | Premier tour | Premier tour | Second tour | Second tour |
| Candidats      | Candidats        | Étiquette      | Voix         | %            | Voix        | %           |
| -------------- | ---------------- | -------------- | ------------ | ------------ | ----------- | ----------- |
|                | Pascal Méreau*   | PS             | 1 586        | 46,61        | 2 143       | 63,16       |
|                | Philippe Frérard | UMP            | 786          | 23,10        | 1 250       | 36,84       |
|                | Serge Richard    | DVD            | 524          | 15,40        |             |             |
|                | Alain Agassant   | DVG            | 283          | 8,32         |             |             |
|                | Jean-Marc Bardi  | EÉLV           | 224          | 6,58         |             |             |
|                |                  |                |              |              |             |             |
| Inscrits       | Inscrits         | Inscrits       | 7 125        | 100,00       | 7 122       | 100,00      |
| Abstentions    | Abstentions      | Abstentions    | 3 588        | 50,36        | 3 545       | 49,78       |
| Votants        | Votants          | Votants        | 3 537        | 49,64        | 3 577       | 50,22       |
| Blancs et nuls | Blancs et nuls   | Blancs et nuls | 134          | 3,79         | 184         | 5,14        |
| Exprimés       | Exprimés         | Exprimés       | 3 403        | 96,21        | 3 393       | 94,86       |

*sortant

### Canton de Bourges-4
Bourges-4, canton qu'Irène Félix avait pris pour le Parti socialiste en 1998 au président du conseil général d’alors, Jean-François Deniau, renouvelle sa confiance en la conseillère sortante. Celle qui était également la cheffe de file des socialistes défaits en 2008 aux municipales berruyères triomphe notamment de Nathalie Bonnefoy, adjointe au maire UMP. Cette dernière fait régresser de quatre points son camp au deuxième tour. Une régression qui s’observe aussi en termes de voix mais qui concerne toutes les sensibilités politiques aux deux tours, notamment en raison d’une abstention progressant d’une vingtaine de points. 
Au premier tour, comme en 2004, Irène Félix devait affronter d’autres candidats de gauche. Se présentaient ainsi à nouveau une candidate écologiste et un candidat du Front de Gauche, Pierre Houques, ancien adjoint au maire. Cependant, tous deux font décroître les pourcentages des candidats vert et communiste qui les ont précédés. Cela a pu aider Irène Félix, contrairement à 2004, à prendre la tête dès le premier tour. Enfin, son opposante a dû composer avec la présence d’un autre candidat de droite, Hassen Chébili, conseiller municipal de la même majorité que Nathalie Bonnefoy. Celui-ci attire 200 voix sur son nom.
| Candidats      | Candidats                 | Étiquette      | Premier tour | Premier tour | Second tour | Second tour |
| Candidats      | Candidats                 | Étiquette      | Voix         | %            | Voix        | %           |
| -------------- | ------------------------- | -------------- | ------------ | ------------ | ----------- | ----------- |
|                | Irène Félix*              | PS             | 1 252        | 38,28        | 2 075       | 59,42       |
|                | Nathalie Bonnefoy         | UMP            | 1 103        | 33,72        | 1 417       | 40,58       |
|                | Pierre Houques            | PG             | 310          | 9,48         |             |             |
|                | Isabelle Beleau-Knockaert | EÉLV           | 308          | 9,42         |             |             |
|                | Hassen Chebili            | M-NC           | 203          | 6,21         |             |             |
|                | Godefroy Rivet            | DVG            | 95           | 2,90         |             |             |
|                |                           |                |              |              |             |             |
| Inscrits       | Inscrits                  | Inscrits       | 10 112       | 100,00       | 10 112      | 100,00      |
| Abstentions    | Abstentions               | Abstentions    | 6 677        | 66,03        | 6 405       | 63,34       |
| Votants        | Votants                   | Votants        | 3 435        | 33,97        | 3 707       | 36,66       |
| Blancs et nuls | Blancs et nuls            | Blancs et nuls | 164          | 4,77         | 215         | 5,80        |
| Exprimés       | Exprimés                  | Exprimés       | 3 271        | 95,23        | 3 492       | 94,20       |

*sortant

### Canton de Bourges-5
| Candidats      | Candidats             | Étiquette      | Premier tour | Premier tour | Second tour | Second tour |
| Candidats      | Candidats             | Étiquette      | Voix         | %            | Voix        | %           |
| -------------- | --------------------- | -------------- | ------------ | ------------ | ----------- | ----------- |
|                | Jean-Pierre Saulnier* | PS             | 725          | 31,69        | 1 284       | 58,10       |
|                | Philippe Bensac       | M-NC           | 690          | 30,16        | 926         | 41,90       |
|                | Jean-Jacques Coulon   | PCF            | 355          | 15,52        |             |             |
|                | Michel Canu           | FN             | 326          | 14,25        |             |             |
|                | Joël Crotté           | EÉLV           | 192          | 8,39         |             |             |
|                |                       |                |              |              |             |             |
| Inscrits       | Inscrits              | Inscrits       | 6 742        | 100,00       | 6 742       | 100,00      |
| Abstentions    | Abstentions           | Abstentions    | 4 382        | 65,00        | 4 359       | 64,65       |
| Votants        | Votants               | Votants        | 2 360        | 35,00        | 2 383       | 35,35       |
| Blancs et nuls | Blancs et nuls        | Blancs et nuls | 72           | 3,05         | 173         | 7,26        |
| Exprimés       | Exprimés              | Exprimés       | 2 288        | 96,95        | 2 210       | 92,74       |

*sortant

### Canton de Charenton-du-Cher
| Candidats      | Candidats          | Étiquette      | Premier tour | Premier tour | Second tour | Second tour |
| Candidats      | Candidats          | Étiquette      | Voix         | %            | Voix        | %           |
| -------------- | ------------------ | -------------- | ------------ | ------------ | ----------- | ----------- |
|                | Pascal Aupy        | DVD            | 742          | 39,87        | 1 038       | 60,14       |
|                | Michel Cajat       | PS             | 374          | 20,10        | 688         | 39,86       |
|                | Guy James          | DVD            | 309          | 16,60        |             |             |
|                | François Le Nénan  | FN             | 225          | 12,09        |             |             |
|                | Claudio Capparelli | PG             | 114          | 6,13         |             |             |
|                | Robert Méry        | MoDem          | 97           | 5,21         |             |             |
|                |                    |                |              |              |             |             |
| Inscrits       | Inscrits           | Inscrits       | 3 229        | 100,00       | 3 229       | 100,00      |
| Abstentions    | Abstentions        | Abstentions    | 1 297        | 40,17        | 1 368       | 42,37       |
| Votants        | Votants            | Votants        | 1 932        | 59,83        | 1 861       | 57,63       |
| Blancs et nuls | Blancs et nuls     | Blancs et nuls | 71           | 3,67         | 135         | 7,25        |
| Exprimés       | Exprimés           | Exprimés       | 1 861        | 96,33        | 1 726       | 92,75       |

### Canton de Chârost
| Candidats      | Candidats          | Étiquette      | Premier tour | Premier tour | Second tour | Second tour |
| Candidats      | Candidats          | Étiquette      | Voix         | %            | Voix        | %           |
| -------------- | ------------------ | -------------- | ------------ | ------------ | ----------- | ----------- |
|                | Roger Jacquet*     | FG PCF         | 1 837        | 38,89        | 3 065       | 71,83       |
|                | Alain Sogni        | FN             | 835          | 17,68        | 1 202       | 28,17       |
|                | Jean-Pierre Pineau | UMP            | 722          | 15,29        |             |             |
|                | Jacques Lambert    | PS             | 709          | 15,01        |             |             |
|                | Yves Coffy         | EÉLV           | 355          | 7,52         |             |             |
|                | Jacques Cire       | DVD            | 265          | 5,61         |             |             |
|                |                    |                |              |              |             |             |
| Inscrits       | Inscrits           | Inscrits       | 10 659       | 100,00       | 10 658      | 100,00      |
| Abstentions    | Abstentions        | Abstentions    | 5 803        | 54,44        | 5 856       | 54,94       |
| Votants        | Votants            | Votants        | 4 856        | 45,56        | 4 802       | 45,06       |
| Blancs et nuls | Blancs et nuls     | Blancs et nuls | 133          | 2,74         | 535         | 11,14       |
| Exprimés       | Exprimés           | Exprimés       | 4 723        | 97,26        | 4 267       | 88,86       |

*sortant

### Canton du Châtelet
Alors qu'en 2004, Bernard Jamet avait été réélu dès le premier tour dans ce canton à droite depuis 1972, un autre scénario s'est déroulé cette fois. Le maire du Châtelet devait faire face à trois adversaires, l'écologiste Nelly Cordier, le communiste Henri Salamone, déjà candidat en 1998 et en 2004, et le socialiste Hubert Robin, tête de liste aux municipales au Châtelet en 2008. Le premier tour donne l'avantage au sortant mais il s'avance pour le second tour sans aucune réserve de voix, contrairement à son opposant municipal. Si en 2008, Le Châtelet avait soutenu Bernard Jamet, ces cantonales inversent la tendance et, peut-être aidé par un rebond de la participation entre les deux tours, Hubert Robin est élu. 

Géographiquement, Bernard Jamet a été soutenu par le chef-lieu dont il est maire (à hauteur de 58 % des voix) et le village d'Ids-Saint-Roch, les cinq autres villages du canton en décident autrement. Hubert Robin les emportent tous et est surtout aidé par ses scores à Rezay et Saint-Pierre-les-Bois où il dépasse les 65 % des voix. 
| Candidats      | Candidats      | Étiquette      | Premier tour | Premier tour | Second tour | Second tour |
| Candidats      | Candidats      | Étiquette      | Voix         | %            | Voix        | %           |
| -------------- | -------------- | -------------- | ------------ | ------------ | ----------- | ----------- |
|                | Bernard Jamet* | DVD            | 493          | 41,71        | 625         | 47,71       |
|                | Hubert Robin   | PS             | 405          | 34,26        | 685         | 52,29       |
|                | Henri Salamone | PCF            | 156          | 13,20        |             |             |
|                | Nelly Cordier  | EÉLV           | 128          | 10,83        |             |             |
|                |                |                |              |              |             |             |
| Inscrits       | Inscrits       | Inscrits       | 2 176        | 100,00       | 2 176       | 100,00      |
| Abstentions    | Abstentions    | Abstentions    | 904          | 41,54        | 758         | 34,83       |
| Votants        | Votants        | Votants        | 1 272        | 58,46        | 1 418       | 65,17       |
| Blancs et nuls | Blancs et nuls | Blancs et nuls | 90           | 7,08         | 108         | 7,62        |
| Exprimés       | Exprimés       | Exprimés       | 1 182        | 92,92        | 1 310       | 92,38       |

*sortant

### Canton d'Henrichemont
| Candidats      | Candidats              | Étiquette      | Premier tour | Premier tour | Second tour | Second tour |
| Candidats      | Candidats              | Étiquette      | Voix         | %            | Voix        | %           |
| -------------- | ---------------------- | -------------- | ------------ | ------------ | ----------- | ----------- |
|                | Jean-Claude Morin*     | UMP            | 776          | 49,90        | 954         | 64,37       |
|                | Jean-François Turpault | PS             | 300          | 19,29        | 528         | 35,63       |
|                | Monique Béraud         | FN             | 205          | 13,18        |             |             |
|                | Gérard Clavier         | FG PCF         | 171          | 11,00        |             |             |
|                | Philippe Redois        | EÉLV           | 103          | 6,62         |             |             |
|                |                        |                |              |              |             |             |
| Inscrits       | Inscrits               | Inscrits       | 2 793        | 100,00       | 2 792       | 100,00      |
| Abstentions    | Abstentions            | Abstentions    | 1 211        | 43,36        | 1 226       | 43,91       |
| Votants        | Votants                | Votants        | 1 582        | 56,64        | 1 566       | 56,09       |
| Blancs et nuls | Blancs et nuls         | Blancs et nuls | 27           | 1,71         | 84          | 5,36        |
| Exprimés       | Exprimés               | Exprimés       | 1 555        | 98,29        | 1 482       | 94,64       |

*sortant

### Canton de La Chapelle-d'Angillon
Sept ans après avoir pris le canton à un autre représentant de la droite, David Dallois, maire d'Ivoy-le-Pré, ne souffre cette fois d'aucune division dans son camp. Cela lui permet d'être réélu aisément avec près de deux tiers des voix dès le premier tour. Il réduit ses trois adversaires, communiste, FN et socialiste, à une centaine de voix chacun. Les candidates communiste et socialiste font perdre chacune une cinquantaine de voix à leur parti quand Jean d'Ogny, déjà candidat en 2004, en perd une centaine. 

À l'échelle des cinq villages du canton, David Dallois les convainc tous à la majorité absolue. Méry-ès-Bois est le seul village où il obtient moins de 60 % des voix. 
| Candidats      | Candidats         | Étiquette      | Premier tour | Premier tour |
| Candidats      | Candidats         | Étiquette      | Voix         | %            |
| -------------- | ----------------- | -------------- | ------------ | ------------ |
|                | David Dallois*    | DVD            | 702          | 65,92        |
|                | Claire Millerioux | FG PCF         | 128          | 12,02        |
|                | Jean D'Ogny       | FN             | 125          | 11,74        |
|                | Sophie-Anne Nolf  | PS             | 110          | 10,33        |
|                |                   |                |              |              |
| Inscrits       | Inscrits          | Inscrits       | 2 075        | 100,00       |
| Abstentions    | Abstentions       | Abstentions    | 978          | 47,13        |
| Votants        | Votants           | Votants        | 1 097        | 52,87        |
| Blancs et nuls | Blancs et nuls    | Blancs et nuls | 32           | 2,92         |
| Exprimés       | Exprimés          | Exprimés       | 1 065        | 97,08        |

*sortant

### Canton de Levet
| Candidats      | Candidats          | Étiquette      | Premier tour | Premier tour | Second tour | Second tour |
| Candidats      | Candidats          | Étiquette      | Voix         | %            | Voix        | %           |
| -------------- | ------------------ | -------------- | ------------ | ------------ | ----------- | ----------- |
|                | Pascal Goudy       | PS             | 957          | 24,75        | 1 652       | 50,23       |
|                | Gérard Santosuosso | PRG            | 829          | 21,44        | 1 637       | 49,77       |
|                | Patrick Barnier    | DVD            | 669          | 17,30        |             |             |
|                | Robert Huchins     | UMP            | 578          | 14,95        |             |             |
|                | Marc Bellenger     | FG PCF         | 484          | 12,52        |             |             |
|                | Agnès Zoppe        | EÉLV           | 349          | 9,03         |             |             |
|                |                    |                |              |              |             |             |
| Inscrits       | Inscrits           | Inscrits       | 8 262        | 100,00       | 8 263       | 100,00      |
| Abstentions    | Abstentions        | Abstentions    | 4 265        | 51,62        | 4 489       | 54,33       |
| Votants        | Votants            | Votants        | 3 997        | 48,38        | 3 774       | 45,67       |
| Blancs et nuls | Blancs et nuls     | Blancs et nuls | 131          | 3,28         | 485         | 12,85       |
| Exprimés       | Exprimés           | Exprimés       | 3 866        | 96,72        | 3 289       | 87,15       |

### Canton de Lignières
| Candidats      | Candidats         | Étiquette      | Premier tour | Premier tour | Second tour | Second tour |
| Candidats      | Candidats         | Étiquette      | Voix         | %            | Voix        | %           |
| -------------- | ----------------- | -------------- | ------------ | ------------ | ----------- | ----------- |
|                | Janine Bernardet* | PS             | 679          | 36,14        | 1 192       | 63,98       |
|                | Erwan Le Mintier  | FN             | 389          | 20,70        | 671         | 36,02       |
|                | Roland Tallon     | DVD            | 386          | 20,54        |             |             |
|                | Yves Piote        | FG PCF         | 326          | 17,35        |             |             |
|                | Stéphane Fimat    | EÉLV           | 99           | 5,27         |             |             |
|                |                   |                |              |              |             |             |
| Inscrits       | Inscrits          | Inscrits       | 3 196        | 100,00       | 3 195       | 100,00      |
| Abstentions    | Abstentions       | Abstentions    | 1 265        | 39,58        | 1 190       | 37,25       |
| Votants        | Votants           | Votants        | 1 931        | 60,42        | 2 005       | 62,75       |
| Blancs et nuls | Blancs et nuls    | Blancs et nuls | 52           | 2,69         | 142         | 7,08        |
| Exprimés       | Exprimés          | Exprimés       | 1 879        | 97,31        | 1 863       | 92,92       |

*sortant

### Canton de Mehun-sur-Yèvre
Canton à droite depuis 1945, Mehun-sur-Yèvre était tenu jusqu'en 2007 par le maire du chef-lieu, François Pillet, devenu sénateur UMP la même année. Il a été remplacé au conseil général par un de ses adjoints à la mairie, Armand Koszek. Celui-ci se représente et prend la première place du premier tour. Il doit notamment affronter Patrick Tournant, maire communiste de Foëcy, deuxième commune du canton. C'est lui qui se qualifie face au sortant pour le second tour. On peut noter qu'il fait progresser son camp par rapport à 2004, y compris en voix, malgré l'abstention bondissante. Le FN recule, lui d'une cinquantaine de voix. Le PS, qui avait affronté François Pillet au deuxième tour en 2004 recule fortement, ce qui a pu aider Patrick Tournant. Michel Cormier fait perdre 400 voix à son camp, tandis que le jeune candidat d'Europe Écologie, Yann Thonniet, en capte un peu plus de 300.

Au second tour, les reports de voix s'effectuent correctement à gauche et le communiste Patrick Tournant fait basculer ce canton à gauche. Géographiquement, on peut noter que le résultat a surtout été décidé par les résultats à Mehun-sur-Yèvre et Foëcy, fiefs électoraux respectifs des deux candidats, représentant 58 et 19 % de la population du canton. En effet, les trois plus petits villages du canton laissent les deux candidats quasiment à jeu égal. Sainte-Thorette et Allouis donnent l'avantage à Patrick Tournant à deux et une voix près respectivement, tandis que Berry-Bouy le donne à Armand Koszek à six voix près. Et si ce dernier emporte Mehun par presque 55 % des voix, Patrick Tournant prend une avance décisive dans sa commune qu'il emporte avec plus de 78 % des voix. 
| Candidats      | Candidats        | Étiquette      | Premier tour | Premier tour | Second tour | Second tour |
| Candidats      | Candidats        | Étiquette      | Voix         | %            | Voix        | %           |
| -------------- | ---------------- | -------------- | ------------ | ------------ | ----------- | ----------- |
|                | Armand Koszek*   | DVD            | 1 349        | 34,20        | 1 955       | 47,21       |
|                | Patrick Tournant | FG PCF         | 1 070        | 27,12        | 2 186       | 52,79       |
|                | Nathalie Labecki | FN             | 612          | 15,51        |             |             |
|                | Michel Cormier   | PS             | 587          | 14,88        |             |             |
|                | Yann Thonniet    | EÉLV           | 327          | 8,29         |             |             |
|                |                  |                |              |              |             |             |
| Inscrits       | Inscrits         | Inscrits       | 8 461        | 100,00       | 8 461       | 100,00      |
| Abstentions    | Abstentions      | Abstentions    | 4 389        | 51,87        | 4 099       | 48,45       |
| Votants        | Votants          | Votants        | 4 072        | 48,13        | 4 362       | 51,55       |
| Blancs et nuls | Blancs et nuls   | Blancs et nuls | 127          | 3,12         | 221         | 5,07        |
| Exprimés       | Exprimés         | Exprimés       | 3 945        | 96,88        | 4 141       | 94,93       |

*sortant

### Canton de Nérondes
| Candidats      | Candidats          | Étiquette      | Premier tour | Premier tour | Second tour | Second tour |
| Candidats      | Candidats          | Étiquette      | Voix         | %            | Voix        | %           |
| -------------- | ------------------ | -------------- | ------------ | ------------ | ----------- | ----------- |
|                | Robert Belleret*   | PS             | 870          | 49,32        | 1 118       | 66,51       |
|                | Jean-Louis Portier | UMP            | 463          | 26,25        | 563         | 33,49       |
|                | André Meunier      | FN             | 315          | 17,86        |             |             |
|                | Bernadette Duchaud | DVG            | 116          | 6,58         |             |             |
|                |                    |                |              |              |             |             |
| Inscrits       | Inscrits           | Inscrits       | 3 515        | 100,00       | 3 514       | 100,00      |
| Abstentions    | Abstentions        | Abstentions    | 1 701        | 48,39        | 1 701       | 48,41       |
| Votants        | Votants            | Votants        | 1 814        | 51,61        | 1 813       | 51,59       |
| Blancs et nuls | Blancs et nuls     | Blancs et nuls | 50           | 2,76         | 132         | 7,28        |
| Exprimés       | Exprimés           | Exprimés       | 1 764        | 97,24        | 1 681       | 92,72       |

*sortant

### Canton de Saint-Amand-Montrond
| Candidats      | Candidats         | Étiquette      | Premier tour | Premier tour | Second tour | Second tour |
| Candidats      | Candidats         | Étiquette      | Voix         | %            | Voix        | %           |
| -------------- | ----------------- | -------------- | ------------ | ------------ | ----------- | ----------- |
|                | Patrick Trompeau* | DVD            | 2 690        | 48,49        | 3 463       | 62,59       |
|                | Clément Bernard   | PS             | 1 114        | 20,08        | 2 070       | 37,41       |
|                | Michel Mrozek     | MoDem          | 876          | 15,79        |             |             |
|                | Joël Bugnone      | FG PCF         | 501          | 9,03         |             |             |
|                | Daniel Maizeret   | EÉLV           | 367          | 6,61         |             |             |
|                |                   |                |              |              |             |             |
| Inscrits       | Inscrits          | Inscrits       | 12 513       | 100,00       | 12 512      | 100,00      |
| Abstentions    | Abstentions       | Abstentions    | 6 784        | 54,22        | 6 688       | 53,45       |
| Votants        | Votants           | Votants        | 5 729        | 45,78        | 5 824       | 46,55       |
| Blancs et nuls | Blancs et nuls    | Blancs et nuls | 181          | 3,16         | 291         | 5,00        |
| Exprimés       | Exprimés          | Exprimés       | 5 548        | 96,84        | 5 533       | 95,00       |

*sortant

### Canton de Sancoins
| Candidats      | Candidats           | Étiquette      | Premier tour | Premier tour | Second tour | Second tour |
| Candidats      | Candidats           | Étiquette      | Voix         | %            | Voix        | %           |
| -------------- | ------------------- | -------------- | ------------ | ------------ | ----------- | ----------- |
|                | Paul Bernard*       | PS             | 779          | 35,31        | 1 234       | 57,42       |
|                | Stanislas Widowiak  | UMP            | 532          | 24,12        | 915         | 42,58       |
|                | Maud Millet         | DVD            | 368          | 16,68        |             |             |
|                | Christophe Dufresne | FN             | 364          | 16,50        |             |             |
|                | Élisabeth Salette   | FG PG          | 163          | 7,39         |             |             |
|                |                     |                |              |              |             |             |
| Inscrits       | Inscrits            | Inscrits       | 4 117        | 100,00       | 4 116       | 100,00      |
| Abstentions    | Abstentions         | Abstentions    | 1 852        | 44,98        | 1 819       | 44,19       |
| Votants        | Votants             | Votants        | 2 265        | 55,02        | 2 297       | 55,81       |
| Blancs et nuls | Blancs et nuls      | Blancs et nuls | 59           | 2,60         | 148         | 6,44        |
| Exprimés       | Exprimés            | Exprimés       | 2 206        | 97,40        | 2 149       | 93,56       |

*sortant

### Canton de Vailly-sur-Sauldre
| Candidats      | Candidats            | Étiquette      | Premier tour | Premier tour | Second tour | Second tour |
| Candidats      | Candidats            | Étiquette      | Voix         | %            | Voix        | %           |
| -------------- | -------------------- | -------------- | ------------ | ------------ | ----------- | ----------- |
|                | Pierre Rabineau*     | DVG            | 734          | 45,65        | 997         | 66,69       |
|                | Gilles-Henry Doucet  | UMP            | 310          | 19,28        | 498         | 33,31       |
|                | Danielle Avon        | FN             | 235          | 14,61        |             |             |
|                | Jean-Claude Rimbault | DVD            | 200          | 12,44        |             |             |
|                | Paul Chotard         | EÉLV           | 129          | 8,02         |             |             |
|                |                      |                |              |              |             |             |
| Inscrits       | Inscrits             | Inscrits       | 2 900        | 100,00       | 2 900       | 100,00      |
| Abstentions    | Abstentions          | Abstentions    | 1 246        | 42,97        | 1 283       | 44,24       |
| Votants        | Votants              | Votants        | 1 654        | 57,03        | 1 617       | 55,76       |
| Blancs et nuls | Blancs et nuls       | Blancs et nuls | 46           | 2,78         | 122         | 7,54        |
| Exprimés       | Exprimés             | Exprimés       | 1 608        | 97,22        | 1 495       | 92,46       |

*sortant

### Canton de Vierzon-1
Quatre ans après avoir repris la mairie de Vierzon, le communiste Nicolas Sansu obtient confortablement un deuxième mandat au conseil général. Alors qu'au premier tour en 2004, il avait dû laisser la première place au maire d'alors, Jean Rousseau, cette fois, Nicolas Sansu survole l'élection dès le premier tour, dans un contexte de forte abstention. Face à lui, s'effondre le PS, qui perd presque 500 voix, et la droite, l'UMP Rodolphe Perrot divisant presque par cinq les voix de Jean Rousseau en 2004. Les exceptions à cet effondrement dû à l'abstention sont la nouvelle candidate écologiste, qui réunit 250 voix, et le candidat FN qui maintient presque parfaitement les voix de 2004. Ce dernier, François Scheid, parvient ainsi au deuxième tour mais est largement distancé par Nicolas Sansu.
| Candidats      | Candidats       | Étiquette      | Premier tour | Premier tour | Second tour | Second tour |
| Candidats      | Candidats       | Étiquette      | Voix         | %            | Voix        | %           |
| -------------- | --------------- | -------------- | ------------ | ------------ | ----------- | ----------- |
|                | Nicolas Sansu*  | FG PCF         | 1 887        | 46,99        | 2 984       | 72,66       |
|                | François Scheid | FN             | 730          | 18,18        | 1 123       | 27,34       |
|                | Jill Gaucher    | PS             | 703          | 17,50        |             |             |
|                | Rodolphe Perrot | UMP            | 444          | 11,06        |             |             |
|                | Pascale Pons    | EÉLV           | 252          | 6,27         |             |             |
|                |                 |                |              |              |             |             |
| Inscrits       | Inscrits        | Inscrits       | 11 002       | 100,00       | 11 002      | 100,00      |
| Abstentions    | Abstentions     | Abstentions    | 6 892        | 62,64        | 6 564       | 59,66       |
| Votants        | Votants         | Votants        | 4 110        | 37,36        | 4 438       | 40,34       |
| Blancs et nuls | Blancs et nuls  | Blancs et nuls | 94           | 2,29         | 331         | 7,46        |
| Exprimés       | Exprimés        | Exprimés       | 4 016        | 97,71        | 4 107       | 92,54       |

*sortant

### Canton de Vierzon-2
| Candidats      | Candidats            | Étiquette      | Premier tour | Premier tour | Second tour | Second tour |
| Candidats      | Candidats            | Étiquette      | Voix         | %            | Voix        | %           |
| -------------- | -------------------- | -------------- | ------------ | ------------ | ----------- | ----------- |
|                | Jean-Pierre Piétu*   | FG PCF         | 2 708        | 50,25        | 3 980       | 71,80       |
|                | Maria Crespel        | UMP            | 1 030        | 19,11        | 1 563       | 28,20       |
|                | Karine Laffont       | PS             | 875          | 16,24        |             |             |
|                | Jean-Claude Lechelon | EÉLV           | 511          | 9,48         |             |             |
|                | Stéphane Mousset     | MoDem          | 265          | 4,92         |             |             |
|                |                      |                |              |              |             |             |
| Inscrits       | Inscrits             | Inscrits       | 14 888       | 100,00       | 14 888      | 100,00      |
| Abstentions    | Abstentions          | Abstentions    | 9 164        | 61,55        | 8 919       | 59,91       |
| Votants        | Votants              | Votants        | 5 724        | 38,45        | 5 969       | 40,09       |
| Blancs et nuls | Blancs et nuls       | Blancs et nuls | 335          | 5,85         | 426         | 7,14        |
| Exprimés       | Exprimés             | Exprimés       | 5 389        | 94,15        | 5 543       | 92,86       |

*sortant